# Die Fahrt ins Verderben
Die Fahrt ins Verderben ist ein deutsches Stummfilm-Drama nach der niederländischen Theaterstückvorlage “Op hoop van zegen” (1900) von Herman Heijermans. Unter der Regie von James Bauer spielten Hans Adalbert Schlettow, Adele Sandrock und Barbara von Annenkoff die Hauptrollen.

## Handlung
Die Geschichte spielt an der holländischen Nordseeküste unter Fischereifamilien. Der Großhändler und Schiffseigner Bos ist ein Geschäftemacher wie er im Buche steht. Ihn interessiert nur der Gewinn und dafür riskiert er aus purer Profitgier auch Leib und Leben seiner Fischer, die für ihn auf Heringsfang in die Nordsee stechen. Ein in seinem Besitz befindliches Schiff, ein wahrer Seelenverkäufer, soll noch einmal auf große Fahrt gehen, und dafür lässt Bos den klapprigen Kahn notdürftig zusammenflicken. Um im Falle eines recht wahrscheinlichen Schiffsunglücks keinen Verlust zu machen, versichert er die Schaluppe hoch. Für die alte Mutter Kniertje Vermeer ist dies alles kein Grund, ihre Söhne Geert und Barend davon abzuhalten, auf dem Schiff anzuheuern. Ein erfahrener, alter Schiffszimmermann warnt alle, diesen “schwimmenden Sarg” zu betreten, doch niemand erhört seine gut gemeinte Warnung. 
Mutter Kniertje entstammt einem alten Fischfänger-Geschlecht; alle ihrer Sippe sind von je her auf See gefahren. Für sie ist es Ehrensache, dass ihre beiden verbliebenen Jungs auch diesmal anheuern, obwohl sie bereits zwei Söhne und ihren Mann dem Meer geopfert hatte. Während Geert sich darauf einlässt, plagen Barend, der die tückische See hasst, große Bedenken, und er will sich dem Willen der Mutter nicht beugen. Doch Kniertje pocht auf Tradition und Ehre, und so betritt auch Barend den todgeweihten Seelenverkäufer. Es kommt wie erwartet: Ein schwerer Sturm zieht auf und reißt das Schiff mitsamt seiner Besatzung in den Abgrund, ins kühle Seemannsgrab. Während das gesamte Dorf am Meer um die Gesunkenen trauert, findet Kniertje wenigstens etwas Trost bei Geerts Freundin Jo. Auch Bos, der skrupellose Geschäftsmann, muss einen Verlust erleiden: Seine Tochter wendet sich von ihm ab, der so viele Menschenleben auf dem Gewissen hat.

## Produktionsnotizen
Die Fahrt ins Verderben entstand ab Februar 1924 mit Außenaufnahmen unter anderem im niederländischen Kattwijk, passierte die Filmzensur am 19. August 1924 und wurde im Oktober desselben Jahres an Berlins UFA-Theater am Nollendorfplatz uraufgeführt. Die niederländische Premiere war am 12. Dezember 1924, die österreichische am 5. Juni 1925. Der in Deutschland mit Jugendverbot belegte Sechsakter besaß eine Länge von 2245 Meter.
Die Filmbauten entwarf Robert A. Dietrich.
Der Film ist ein Remake des niederländischen Films “Op hoop van zegen” aus dem Jahre 1918.

## Kritiken
Im Kino-Journal hieß es: “Ein tiefernster Stoff, dessen schwermütige Stimmung durch wundervolle Bilder erschütternd wirkt.”
Das Tagblatt befand: “Mit tiefem Erleben wird man nur das herrliche Filmwerk, dessen Ausstattung und Szenerien plastisch und eindrucksvoll sind, in sich aufnehmen können. (…) Wer den Film unvoreingenommen auf sich wirken läßt, der wird gewiß im Leben des Alltags Parallelen suchen und auch finden können.”